# 鵠巣村
鵠巣村（こうのすむら）は、石川県鳳至郡に存在した村である。

## 地理

### 隣接していた市町村
- 町
  - 輪島町
- 村
  - 河原田村、南志見村、柳田村

## 歴史

### 沿革
- 1889年（明治22年）4月1日 町村制の施行により、鳳至郡塚田村、久手川村、稲舟村、西大野村、惣領村及び谷内村を廃し、その区域をもって鳳至郡鵠巣村が設置する。
- 1954年（昭和29年）3月31日 鳳至郡輪島町、大屋村、河原田村、鵠巣村、西保村、三井村及び南志見村を廃し、その区域をもって輪島市を設置する。鵠巣村の6大字は町を称して輪島市に継承。
  - 字西大野の名称を大野町に変更する。
  - 字谷内の名称を深見町に変更する。

## 行政

### 村長
| 代 | 人 | 氏名     | 就任                      | 退任                      | 備考 |
| -- | -- | -------- | ------------------------- | ------------------------- | ---- |
|    |    | 平田昻子 | 1947年（昭和22年）4月5日  | 1947年（昭和22年）7月18日 |      |
|    |    | 山原源吉 | 1947年（昭和22年）9月10日 | 1949年（昭和24年）6月10日 |      |
|    |    | 北川政信 | 1949年（昭和24年）7月31日 | 1953年（昭和28年）7月31日 |      |
|    |    | 亀井隆甫 | 1953年（昭和28年）8月1日  | 1954年（昭和29年）3月30日 |      |